# 밥 차펙
밥 차펙(Bob Chapek, 본명: 로버트 앨런 차펙, Robert Alan Chapek, 1960년 ~ )은 2020년부터 2022년까지 월트 디즈니 컴퍼니의 최고경영자(CEO)를 역임한 미국의 전 미디어 경영진이다.
CEO가 되기 전에 차펙은 월트 디즈니 스튜디오 홈 엔터테인먼트 부서를 시작으로 월트 디즈니 컴퍼니와 26년의 경력을 함께했으며 이후 파크 앤드 리조트(Parks & Resorts)의 의장을 맡은 뒤 CEO로 옮기게 되었다.

## 어린 시절
시카고의 교외 지역에서 1960년에 태어났다. 인디애나주 해먼드에서 성장했다. 아버지는 제2차 세계 대전 참전 군인이다. 가족은 해마다 월트 디즈니 월드로 여행을 떠났다.
1977년 조지 로저스 클라크 주니어/시니어 고등학교를 졸업했다. 인디애나 대학교 블루밍턴에서 미생물학 부문의 학사 학위를 받았다. 미시간 주립 대학교에서 경영학 석사 학위를 받았다. 1993년 월트 디즈니 컴퍼니에 합류하기 전에 하인즈의 브랜드 경영을, J. 월터 톰슨의 광고를 맡았다.

## 디즈니로부터의 해고
2022년 6월 차펙은 월트 디즈니 컴퍼니 CEO로 남을 3년 계약 연장에 서명했다. 그러나 2022년 11월 20일 아이거가 CEO로 복귀했다. CNBC를 통해 디즈니 관계자에 따르면 아이거는 지난 금요일 공식적으로 CEO 복귀를 요청받았고 차펙은 일요일 밤 그의 해고 통보를 받았다. 이사회는 수전 아널드 회장을 통해 이달 초 발표된 디즈니의 마이너스 수익 보고서를 인용하고 아이거가 디즈니를 이끌 유일한 인물이라 생각했다.